# Dahlum
Dahlum település Németországban, azon belül Alsó-Szászország tartományban. Lakosainak száma 634 fő (2023. december 31.).

## Népesség
A település népességének változása:
| Lakosok száma | 656  | 651  | 649  | 640  | 619  | 629  | 634  |
|               | 2015 | 2016 | 2017 | 2019 | 2021 | 2022 | 2023 |